# Bondarivka, Sosnîțea
Bondarivka (în ucraineană Бондарівка) este un sat în comuna Butivka din raionul Sosnîțea, regiunea Cernihiv, Ucraina.

## Demografie
Componența lingvistică a localității Bondarivka
     Ucraineană (98,67%)
     Rusă (1,33%)
Conform recensământului din 2001, majoritatea populației localității Bondarivka era vorbitoare de ucraineană (98,67%), existând în minoritate și vorbitori de rusă (1,33%).